# استان سیینفوئگوس
سینفوئگوس( تلفظ اسپانیایی: [sjeɱˈfweɣos] یکی از استان های کوبا می باشد. مرکز این استان سینفوئگوس نیز نام برده می شود و توسط مهاجر های فرانسوی در سال ۱۸۱۹ پایه گذاری شد.

## بررسی اجمالی

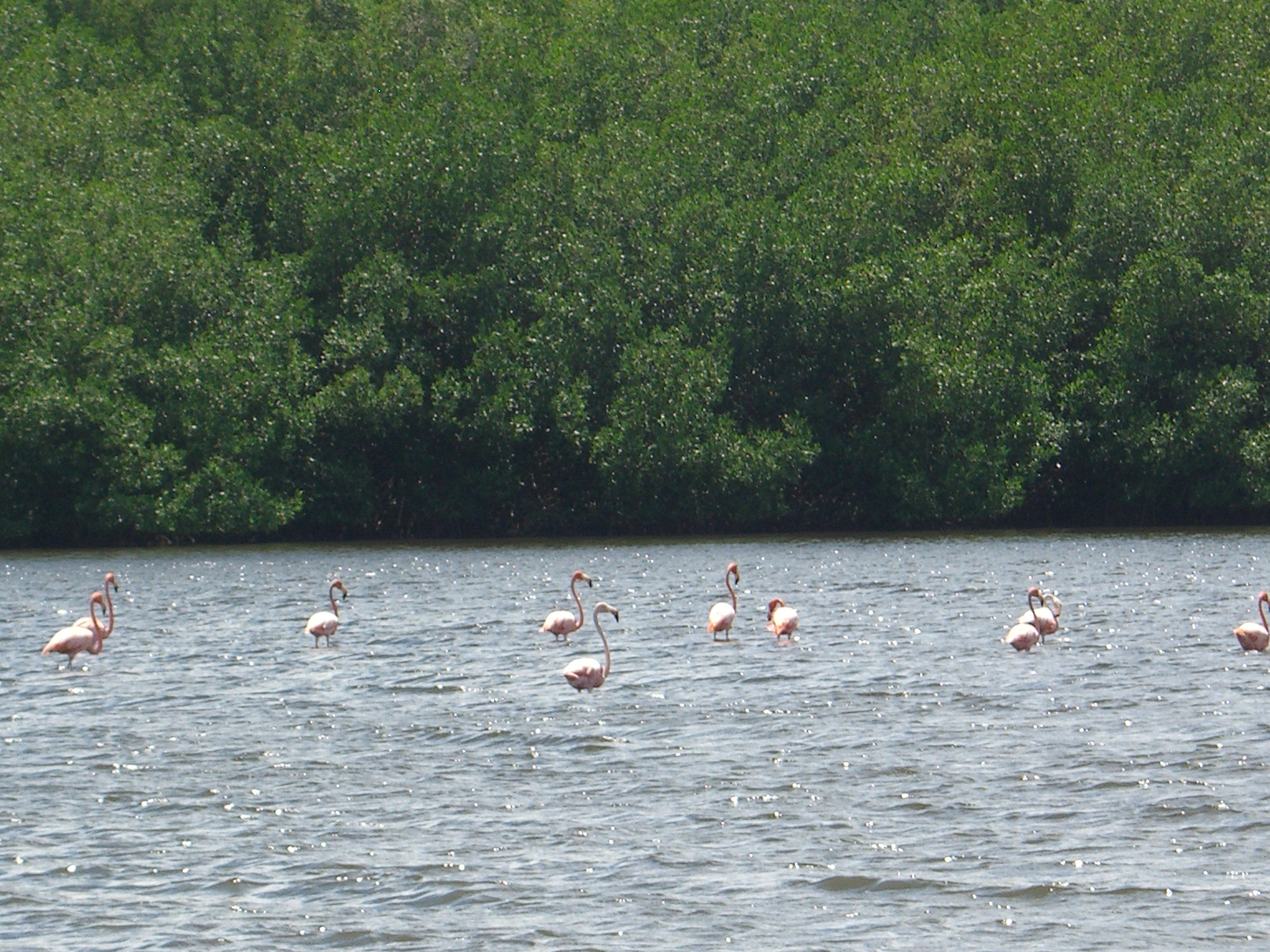
فلامینگوها در آبدان گواناروکا

تا سال ۲۰۱۱ سینفوئگوس کم وسعت ترین و کوچک ترین استان کوبا (مستثنا از شهر هاوانا و جزیره ایسلا دلا جوونتود ) بود که اقتصاد آن کمابیش به شکل مجموع به رشد و ساخت شکر تعلق داشت. کارخانه های قند و مزرعه های نیشکر در چشم انداز پراکنده می باشند. در سیرا این استان آبشارهایی موجود می باشند.
غواصی در استان سینفوئگوس هم در میان گردشگر ها و هم در میان عموم بومی بسیار مشهور می باشد. غارهای بسیاری زیر آب و بیش از ۵۰ محل غواصی در این استان موجود است.
استان های سینفوئگوس،استان سانکتی اسپیریتوس و استان ویلا کلارا وقتی قسمتی از استان سرنگون شده سانتا کلارا بودند.

## شهرداری ها
| شهرداری           | جمعیت (۲۰۰۴) | حوزه (کیلومتر مربع) | محل | ملاحظات    |
| ----------------- | ------------ | ------------------- | --- | ---------- |
| ابرئوس            | ۳۰٬۳۳۰       | ۵۶۴                 | 22°16′50″ شمالی 80°34′4″W ° شمالی 80.56778°W ۲۲°۱۶′۵۰″ شمالی ۸۰°۳۴′۴″ غربی / ۲۲٫۲۸۰۵۶°شمالی ۸۰٫۵۶۷۷۸°غربی   |            |
| آگوادا د پاساجروس | ۳۱٬۶۸۷       | ۶۸۰                 | ۲۲°۲۳′۵″ شمالی ۸۰°۵۰′۴۶″ غربی / ۲۲٫۳۸۴۷۲°شمالی ۸۰٫۸۴۶۱۱°غربی                                                |            |
| سینفوئگوس         | ۱۶۳٬۸۲۴      | ۳۳۳                 | ۲۲°۰۸′۴۵″ شمالی ۸۰°۲۶′۱۱″ غربی / ۲۲٫۱۴۵۸۳°شمالی ۸۰٫۴۳۶۳۹°غربی                                               | مرکز استان |
| کروکس             | ۳۲٬۱۳۹       | ۱۹۸                 | ۲۲°۲۰′۳۲″ شمالی ۸۰°۱۶′۳۴″ غربی / ۲۲٫۳۴۲۲۲°شمالی ۸۰٫۲۷۶۱۱°غربی                                               |            |
| کومانایاگوا       | ۵۱٬۴۳۵       | ۱٬۰۹۹               | ۲۲°۰۹′۹″ شمالی ۸۰°۱۲′۴″ غربی / ۲۲٫۱۵۲۵۰°شمالی ۸۰٫۲۰۱۱۱°غربی                                                 |            |
| لاجاس             | ۲۲٬۶۰۲       | ۴۳۰                 | ۲۲°۲۴′۵۹″ شمالی ۸۰°۱۷′۲۶″ غربی / ۲۲٫۴۱۶۳۹°شمالی ۸۰٫۲۹۰۵۶°غربی                                               |            |
| پالمیرا           | ۳۳٬۱۵۳       | ۳۱۸                 | 22°14′40″ شمالی 80°23′39″W ° شمالی 80.39417°W ۲۲°۱۴′۴۰″ شمالی ۸۰°۲۳′۳۹″ غربی / ۲۲٫۲۴۴۴۴°شمالی ۸۰٫۳۹۴۱۷°غربی |            |
| روداس             | ۳۳٬۴۷۷       | ۵۵۲                 | 22°20′34″ شمالی 80°33′19″W ° شمالی 80.55528°W ۲۲°۲۰′۳۴″ شمالی ۸۰°۳۳′۱۹″ غربی / ۲۲٫۳۴۲۷۸°شمالی ۸۰٫۵۵۵۲۸°غربی |            |

## جمعیت شناسی
در سال ۲۰۰۴، استان سینفوئگوس ۳۹۸,۶۴۷ نفر جمعیت داشت. با پیمایش کل ۴٬۱۸۰ کیلومتر مربع (۱٬۶۱۰ مایل مربع)   ،  استان با دارا بودن تراکم جمعیت ۹۵٫۳۷ بر کیلومتر مربع (۲۴۷٫۰ بر مایل مربع)   می باشد.